# Nir Klinger
Nir Klinger (hebr. ניר קלינגר, ur. 25 maja 1966 w Hajfie) – izraelski piłkarz grający na pozycji pomocnika. W swojej karierze rozegrał 83 mecze w reprezentacji Izraela i strzelił w nich 2 gole. 

## Kariera klubowa
Karierę piłkarską Klinger rozpoczynał w klubie Maccabi Hajfa. W 1984 roku awansował do kadry pierwszej drużyny i wtedy też zadebiutował w niej w pierwszej lidze izraelskiej. W debiutanckim sezonie wywalczył z Maccabi swój pierwszy w karierze tytuł mistrza Izraela. W sezonie 1988/1989 zdobył swój drugi tytuł mistrzowski z klubem z Hajfy.
W 1990 roku Klinger odszedł do Maccabi Tel Awiw. W sezonie 1991/1992 odniósł z nim swój pierwszy sukces, gdy wywalczył mistrzostwo Izraela. W 1995 i 1996 roku także zostawał z Maccabi mistrzem kraju. Wraz z Maccabi zdobył też dwa Puchary Izraela (1994, 1996) oraz Puchar Toto (1993). Po sezonie 1997/1998 zakończył karierę piłkarską z powodu kontuzji.
| Sezon   | Klub             | Kraj   | Rozgrywki   | Mecze | Bramki |
| ------- | ---------------- | ------ | ----------- | ----- | ------ |
| 1984/85 | Maccabi Hajfa    | Izrael | Liga Leumit | 2     | 0      |
| 1985/86 | Maccabi Hajfa    | Izrael | Liga Leumit | 20    | 0      |
| 1986/87 | Maccabi Hajfa    | Izrael | Liga Leumit | 29    | 2      |
| 1987/88 | Maccabi Hajfa    | Izrael | Liga Leumit | 30    | 2      |
| 1988/89 | Maccabi Hajfa    | Izrael | Liga Leumit | 26    | 8      |
| 1989/90 | Maccabi Hajfa    | Izrael | Liga Leumit | 29    | 5      |
| 1990/91 | Maccabi Tel Awiw | Izrael | Liga Leumit | 31    | 5      |
| 1991/92 | Maccabi Tel Awiw | Izrael | Liga Leumit | 32    | 6      |
| 1992/93 | Maccabi Tel Awiw | Izrael | Liga Leumit | 30    | 8      |
| 1993/94 | Maccabi Tel Awiw | Izrael | Liga Leumit | 36    | 5      |
| 1994/95 | Maccabi Tel Awiw | Izrael | Liga Leumit | 28    | 7      |
| 1995/96 | Maccabi Tel Awiw | Izrael | Liga Leumit | 28    | 10     |
| 1996/97 | Maccabi Tel Awiw | Izrael | Liga Leumit | 25    | 4      |
| 1997/98 | Maccabi Tel Awiw | Izrael | Liga Leumit | 24    | 2      |

## Kariera reprezentacyjna
W reprezentacji Izraela Klinger zadebiutował 18 lutego 1987 roku w zremisowanym 1:1 towarzyskim meczu z Irlandią Północną, rozegranym w Ramat Gan. W swojej karierze grał między innymi w: eliminacjach do MŚ 1990, MŚ 1994, Euro 96 i MŚ 1998. Od 1987 do 1997 roku rozegrał w kadrze narodowej 83 mecze i strzelił 2 gole.

## Kariera trenerska
Po zakończeniu kariery piłkarskiej Klinger został trenerem. W 2000 roku objął Beitar Beer Szewa, a w 2002 roku został trenerem Maccabi Tel Awiw. W sezonie 2002/2003 doprowadził go do wywalczenia tytułu mistrza Izraela, a w sezonie 2004/2005 - do zdobycia Pucharu Izraela. Następnie Klinger pracował na Cyprze: w Enosis Neon Paralimni, AEK Larnaka, AEP Pafos, AEL Limassol i Nei Salaminie. W 2010 roku wrócił do Izraela i objął Hapoel Beer Szewa. W 2012 roku prowadził ponownie Enosis Neon Paralimni, a następnie został zatrudniony w Hapoelu Hajfa.